# Алберт Бихе
Алберт Бихе (рођен 1911, датум смрти непознат)  био је швајцарски фудбалер који је био члан репрезентације Швајцарске на Светском првенству у фудбалу 1934. године. Такође је играо за Нордстерн Базел. Бихе је преминуо.